# 150-те крило спеціальних операцій (США)
150-те крило спеціальних операцій (США) (англ. 150th Special Operations Wing) — військове формування, авіаційне крило резерву сил спеціальних операцій Повітряних сил США. Організаційно входить до складу Повітряних сил Національної гвардії штату Нью-Мексико та Командування спеціальних операцій Повітряних сил США для виконання різнорідних спеціальних операцій. Авіакрило веде свою історію з 1957 року, коли частина була заснована як 150-та тактична винищувальна група Повітряних сил, що з 1995 року стала авіаційним крилом. З 1 грудня 2013 року після об'єднання з 58-м крилом спеціальних операцій стала йменуватись 150-им крилом спеціальних операцій.

## Склад
- 150-та авіаційна група забезпечення;
- 150-та оперативна авіаційна група;
- 150-та авіаційна група підтримки місій;
- 150-та медична авіаційна група;